# 超视距雷达

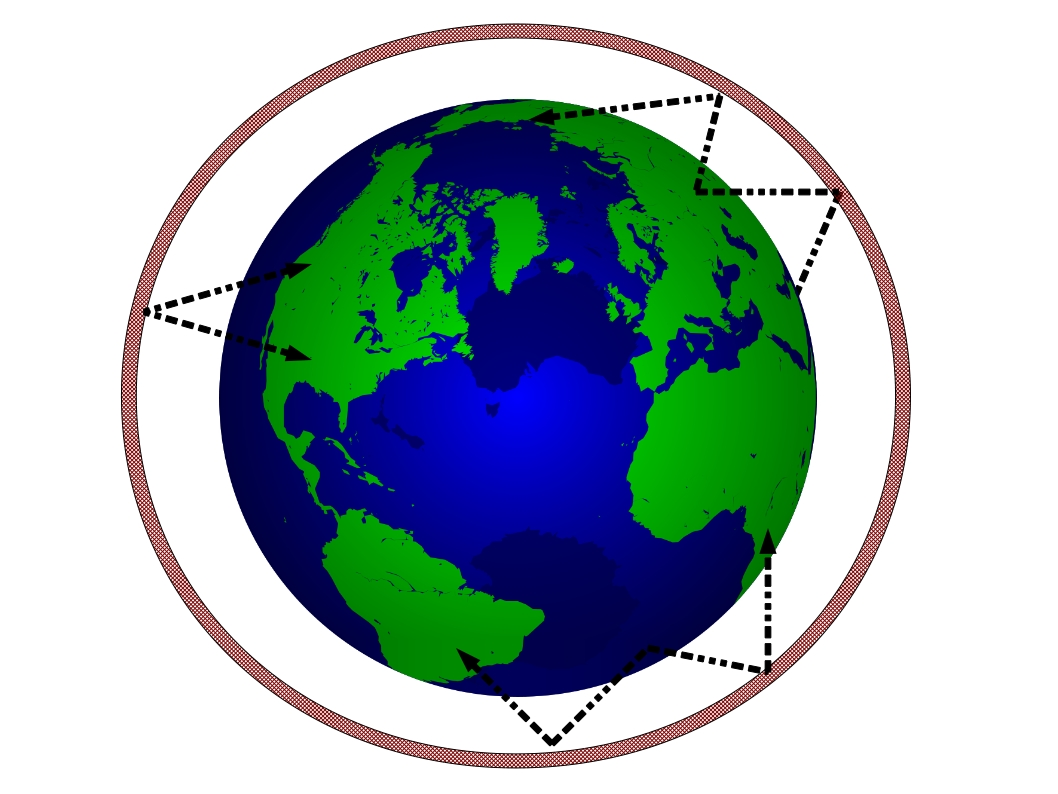
天波傳輸—無線電波(黑色)經由電離層(暗紅色)單次或多次反射回地面

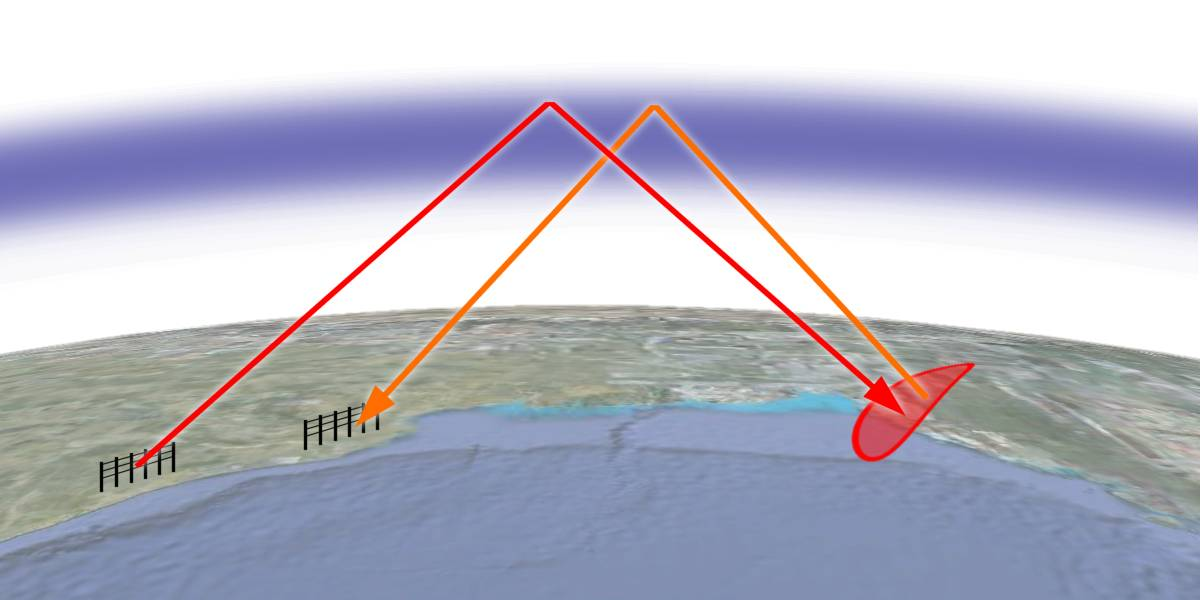
天波OTH雷達的工作原理：來自大發射天線（左）的強大短波信號通過反射，離開電離層到達地平線以外的目標，來自目標（右）的回波信號通過相同的路徑返回到接收天線

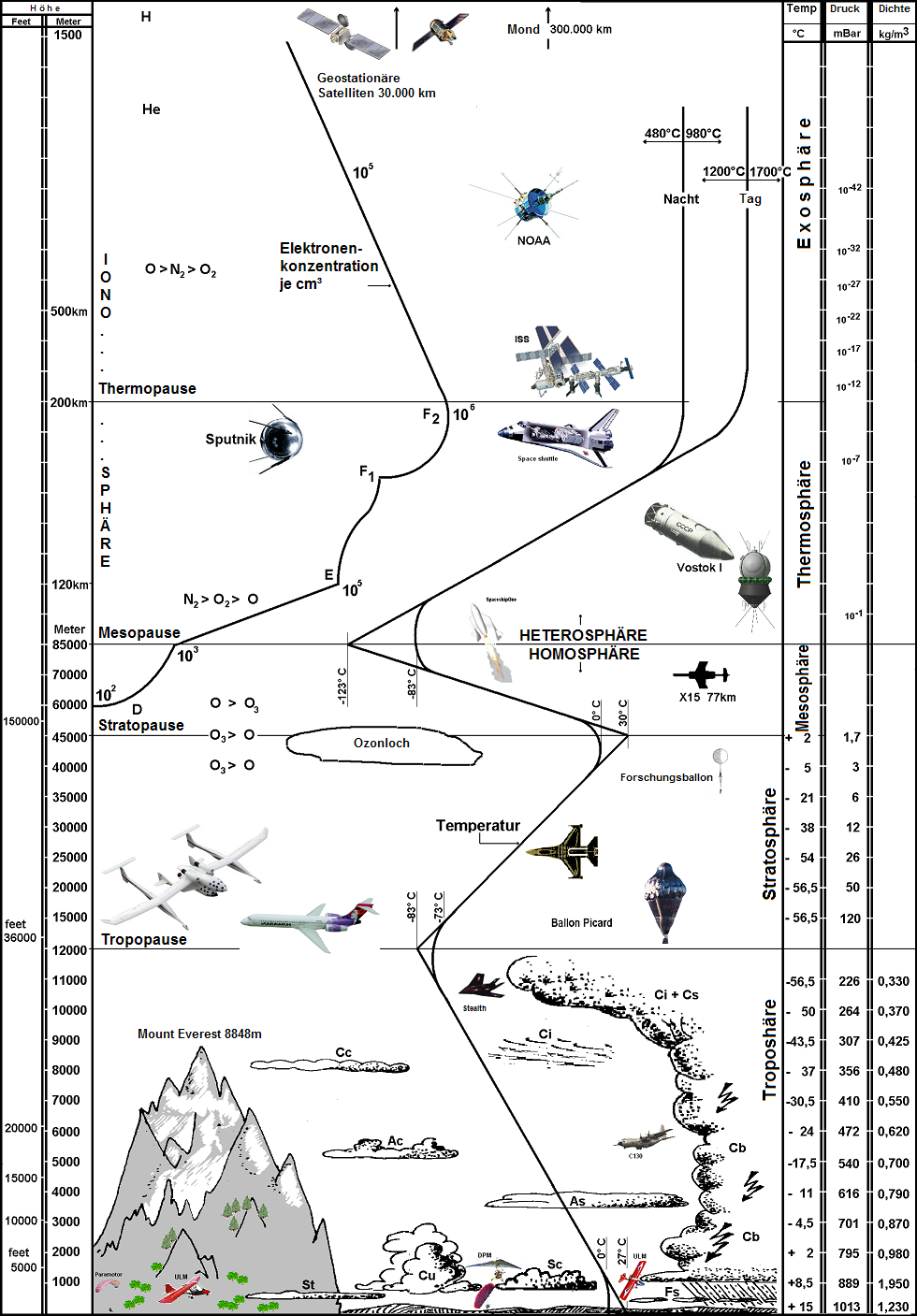
電離層約在離地50到1000公里的空間行成

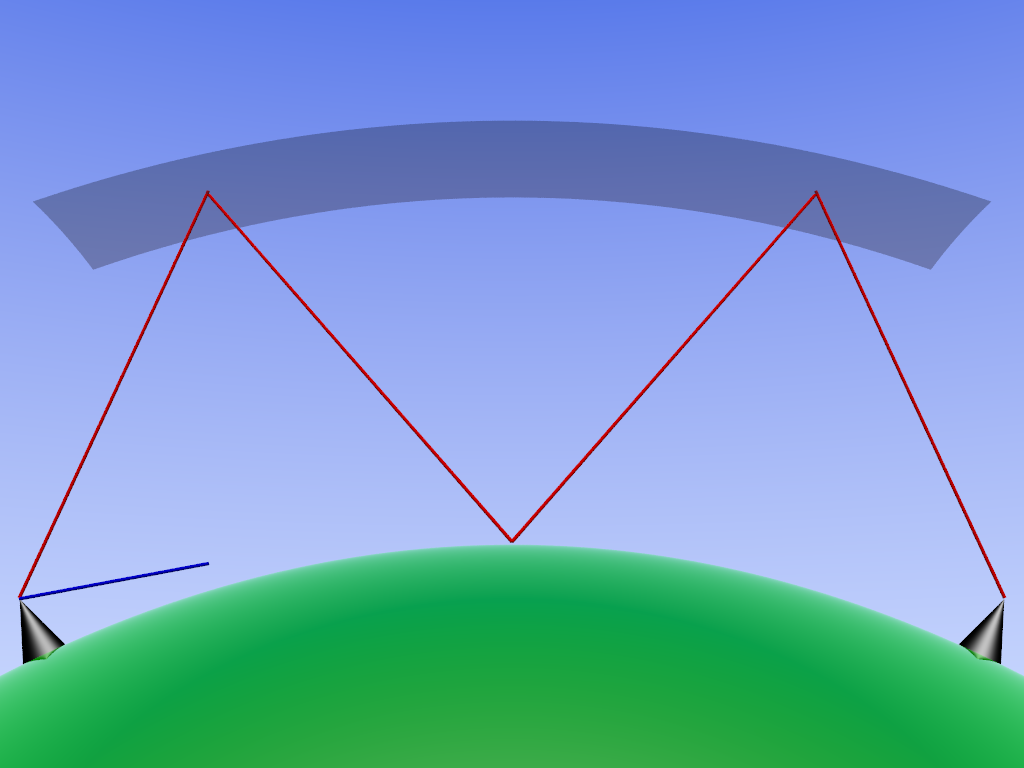
短波收音機廣播透過電離層反射進行遠距離傳輸，多次反射。常為業餘無線電愛好者(火腿族)雙向國際交流用

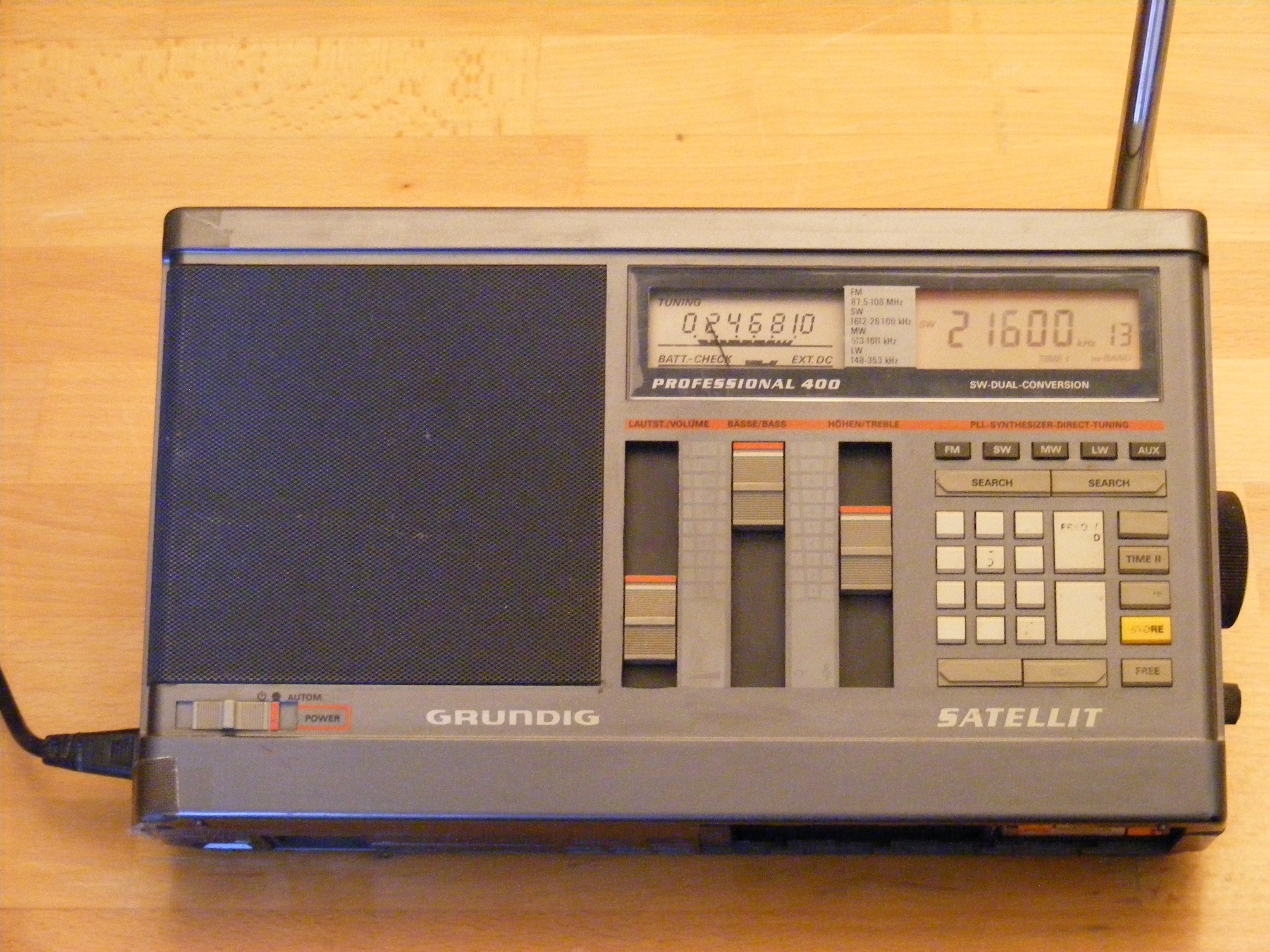
一台根德牌数码显示晶体管收音机所含短波(SW)頻道。

直射無線電偵測和定距原理(進行遠距離反射傳輸、直射加反射)

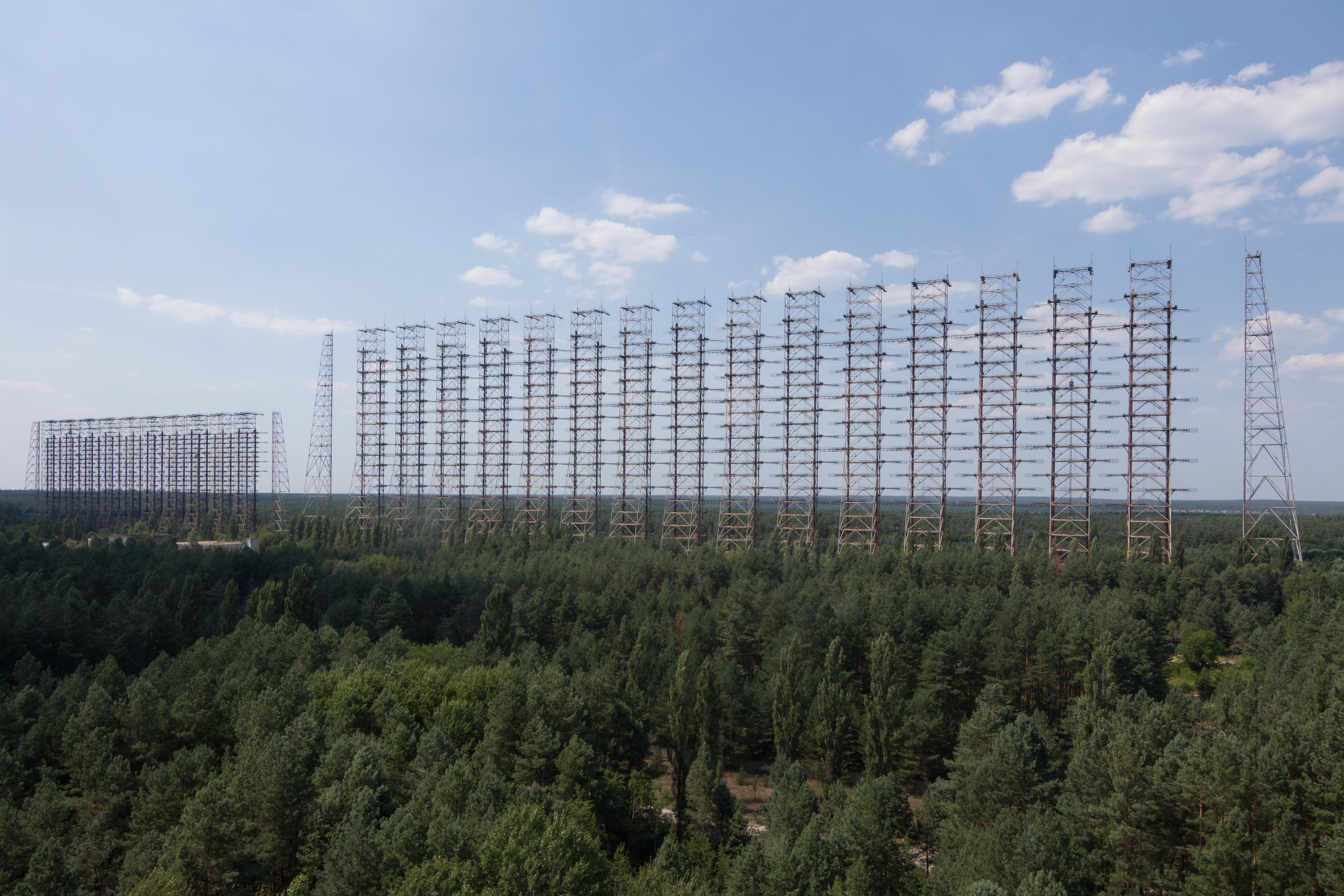
位于乌克兰切尔诺贝利（Chenobyl）外地区的Duga-3超視距雷達阵列

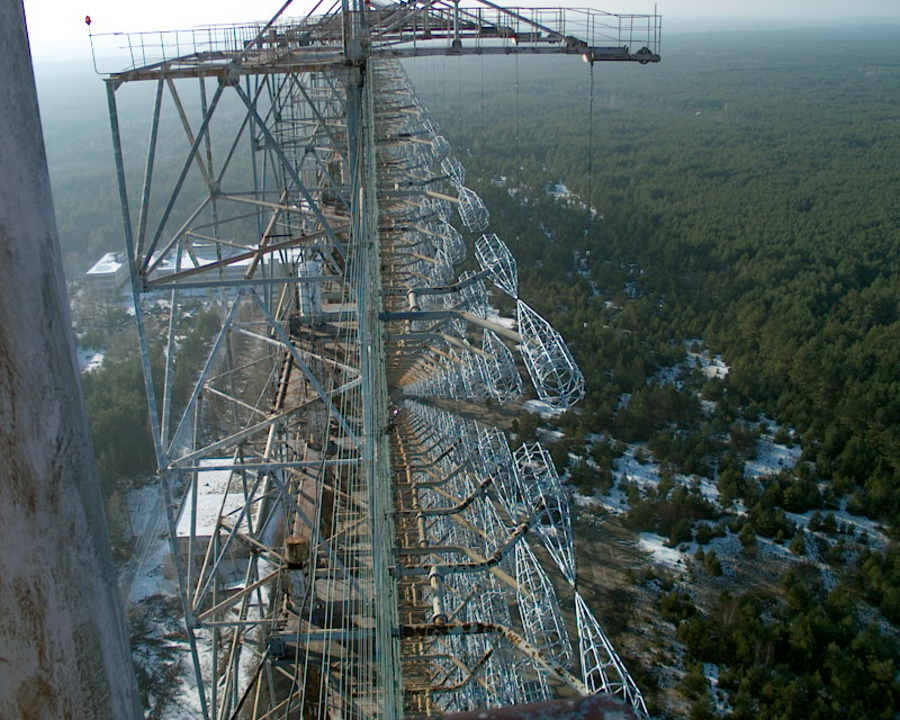
Duga-3啄木鳥阵列

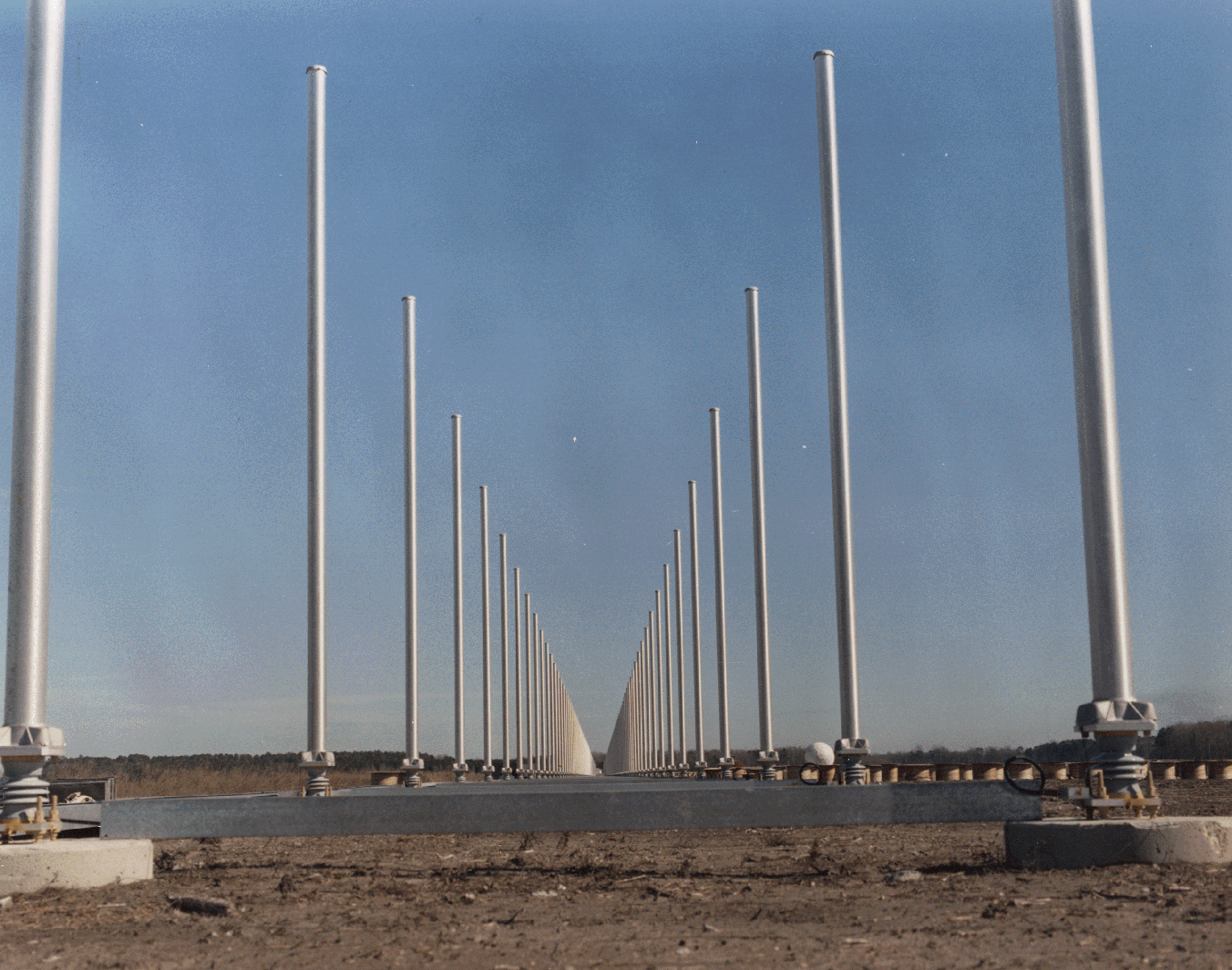
美国海军可重定位超视距雷达站

超视距雷达，又称天波雷達（英語：Skywave OTH radar, Skywave Over-the-horizon radar）、天波（Skywave）是指從電離層(上層大氣的帶電層)反射或折射回地球的無線電波的傳播，由於它不受地球曲率的限制，天波傳播可以用於在洲際距離上超越地平線。它主要使用短波頻段，通常為1.6-30MHz兆赫（187.4-10.0m米）。它使雷达系统能够发现非常远的目标，通常长达数千公里。几个OTH雷达系统在20世纪50年代和60年代开始部署，用于部分的早期预警雷达系统，但是这些一般都被空中早期预警雷达系统所代替。随着冷战结束，精确远程追踪的需求不那么重要，因为可用于海上侦察和禁毒执法，较为便宜的地面雷达重新受到关注，于是OTH雷达最近又恢复使用。

## 技术
无线电波是电磁辐射的一种形式，往往沿直线传播。所以地球的弯曲通常限制了雷达系统对于地平线外物体的探测距离。比如，装在10米（33英尺）桅杆顶部的雷达，考虑进大气折射效应，可以达到13（8.1英里）的地平线处。如果目标在地球表面之上，探测距离则会相应增加，所以相同的雷达，可以探测到一个在26 km（16 mi）远，10米（33英尺）高的目标。一般来说，建立直视距离超过几百公里的雷达系统不切实际。OTH雷达使用多种技术来超地平线探测，使之能够在早期预警雷达中十分有用。

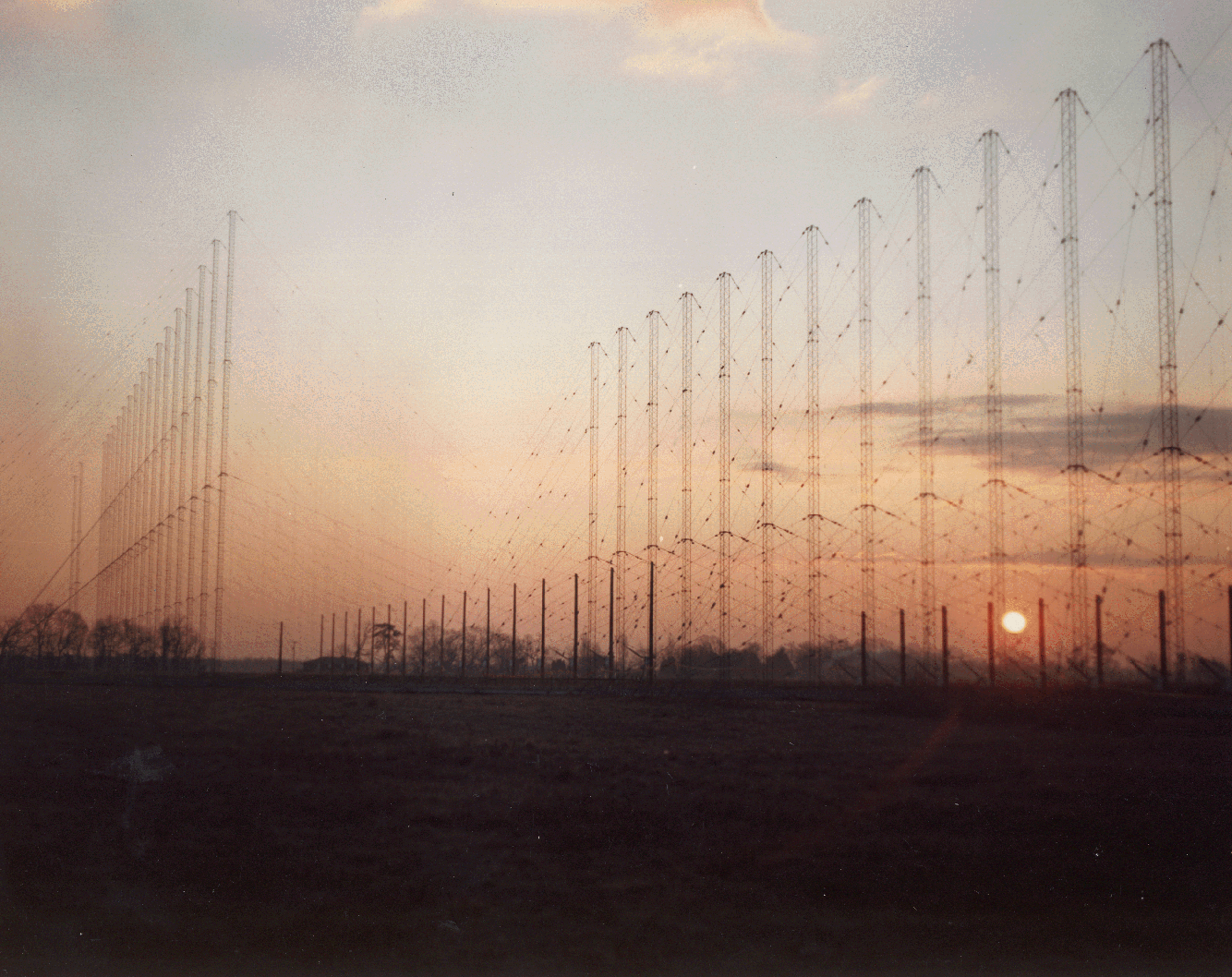
美国海军可重定位超视距雷达站

设计OTH雷达的一种方法是使用电离层反射。由于大气的某种情况，向电离层传播的无线电信号会反射回地面。反射出大气后，少量信号会从地面反射回空中，少部分回到播出装置。只有一个频段才经常出现这种情况：高频（HF）或者说3-45MHz的短波部分。某种大气情况下，在此频段的无线电信号会反射回地面。“正确”的使用频率取决于当前大气情况，所以使用电离层反射的雷达系统通常实时监测反向散射信号的接受能力来持续调整发送信号的频率。
鉴于每次反射的信号损失，“反向散射”信号非常小，所以，直到20世纪60年代，设计出极低噪音放大器之前，OTH雷达不切实际。
相比于从“目标”反射回的信号，从地面，海洋反射回的信号占大部分，所以需要某些系统将目标从背景噪音中区分出来。最简单的方法是用多普勒效应，此方法采用运动物体产生的频移来测量他们的速度。过滤掉与原发送频率相同的后向散射信号就可以看到移动的物体了。这个基本理念几乎用于所有现代雷达，但是在OTH系统的情况下，由于电离层运动引入相似的效果，它变得较为复杂。
雷达分辨率取决于波束宽度和目标的距离。如：{\displaystyle {\frac {1}{2}}}度波束宽度的雷达，在显示120 km（75 mi）米远的目标会显示成1 km（0.62 mi）宽。由于OTH雷达的远程使用，通常测得的都是几十公里处的分辨率。这使得反向散射系统对目标交战几乎毫无用处，虽然这种精度已经足够用于早期预警了。它实现高频处{\displaystyle {\frac {1}{2}}}度的束宽就需要几公里的天线阵列。

## 历史
早期对有效OTH系统的研究，是在美国海军研究实验室的威廉·J·泰勒博士指导下进行的，这项工作称为（梯皮计划）。第一个实验性系统，MUSIC （Multiple Storage, Integration and Correlation），在1955年开始运作，且可以用于探测卡纳维拉尔角600英里（970）远的火箭发射和1,700英里（2,700）内华达的核爆炸。1,700英里（2,700）有另一个大大改进的系统（运作雷达的试验台），1961年建立在切萨皮克湾，名为MADRE （Magnetic-Drum Radar Equipment）。顾名思义，两个系统都要依靠对比存储在磁鼓（当时唯一的高速存储系统）上的信号。
第一个真正可用的发展是称为Cobra Mist的英美雷达系统。20世纪60年代后期开始建造，Cobra Mist使用巨大的10兆瓦发射器，从英格蘭萨福克郡的位置可以探测到苏联西部。1972年系统开始测试，然而，突发的噪声源使得它无法使用。最终，1973年官方弃置这个地点，噪声源还未被确定。
在此期间，苏联也致力于研发相同的系统，在1971年开始了运作他们的实验系统。不久之后，被西方称为Steel Yard的第一个运作性系统，在1976年开始工作。

### 超视距系统

#### 美国空军

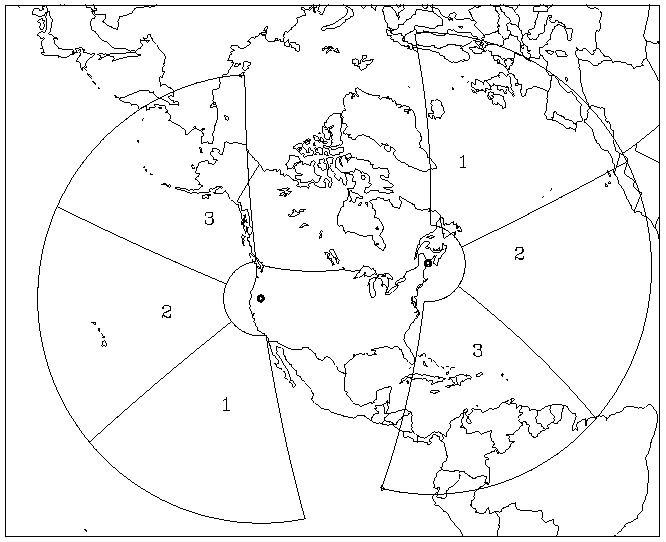
从缅因州和俄勒冈州的OTH-B覆盖面

美国空军罗马实验室的AN/FPS-118 OTH-B 首次成功实现。1兆瓦发射器和分离的接收器原型安装在缅因州，可提供900-3,300公里，60度扇形的覆盖面。永久发射设施建设在美国莫斯科空军站，接收设施则在哥伦比亚福尔斯空军站，操作中心设在两地之间之间的班格尔。覆盖面可由额外的接收器延展，提供完整的180度弧（每60度称为一个“扇区”）。通用航空被授予了开发合同，将现有的东海岸系统扩展多两个区，同时在西海岸另建一个三扇区系统，在阿拉斯加建造了一个两扇区系统，和一个面向南方的一扇区系统。1992年，空军承包东海岸三扇区覆盖面顺时针方向的扩展，使之能够覆盖美国的东南边界。此外，范围扩大到3,000英里（4,800），穿过赤道。每周随机工作40小时。雷达数据传给迈阿密美国海关/海岸警卫队C3I中心，基韦斯特联合特遣队4号指挥中心，基韦斯特美国南方司令部指挥中心和巴拿马美国南方司令部指挥中心。
随着冷战结束，缅因州的两套系统因影响力不足而停止运作，阿拉斯加和南向地点也被取消。
到2002年，西海岸设施被降级到“冷藏”状态，意味着其只提供最小限度的维护，并开始进行拆除设施的可行性研究。经过一段时间的公共投入和环境研究，于2005年7月，美国空军空战司令部发表了“西海岸设施-超视距回波雷达设备拆除的最终环境评估”。
最终官方决定拆除俄勒冈州圣诞谷外的西海岸发射器地址内的所有雷达设备，和拆除加州图勒湖附近的接收器。2007年7月，拆除工作完成，天线阵列被拆除，两处的建筑、围栏和基础设施原封不动。

#### 美国海军

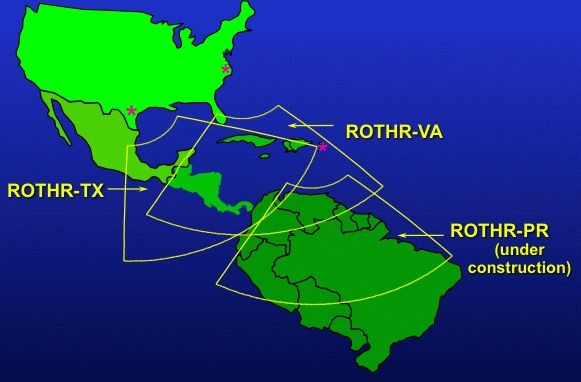
三个位于德克萨斯，弗吉尼亚，波多黎各的美国海军ROTHR站的覆盖面

美国海军也制作了自己的雷达系统,AN/TPS-71 ROTHR （可重定位超视距雷达），可覆盖64度角的楔形区域，距离500-1,600海里（925-3,000公里）。ROTHR最初用于记录太平洋上船只和飞机的运动，也使协调舰队运动在交战时处于有利地位。ROTHR系统原型安装在阿拉斯加阿留申群岛的安奇卡岛上，监视俄罗斯东海岸，这套系统从1991年用到1993年，设备后来拆除保管。首次生产的系统安装在弗吉尼亚试验场用于接收测试，但是后来转用作反非法毒品交易，覆盖中美洲和加勒比地区。第二次生产的ROTHR设立在德克萨斯，在覆盖了加勒比地区的一大部分，也覆盖太平洋和南至哥伦比亚的。这套系统也作用于反毒品交易。第三，也是美军最新生产的系统，它安装在波多黎各，使缉毒监控的拓展穿过赤道，深入南美。

#### 苏联/俄罗斯
苏联早在20世纪50年代也开始了OTH系统研究。他们的第一个实验模型是建设在1949年的「维亚尔」（扇子）。下一个正式的项目是「杜加-2」，建立在尼古拉耶夫外（在現今烏克蘭境內靠近敖德萨处的黑海海岸），指向东端。1971年11月7日，杜加-2首次启动，并成功用于追踪从远东和太平洋发射到新地岛实验场的导弹。
接下来的第一个运作系统，西方称为“Steel Yard” ，1976开始发出信号，它在戈梅利建立（靠近切尔诺贝利），它指向北端，覆盖了美国本土。短波频段中部的大声重复的脉冲使它被业余无线电爱好者（ham）称为俄罗斯啄木鸟。最终，因为他干扰了商用飞机使用的特定远程空对地通信，苏联改变了系统使用的频率，甚至并不承认它是干扰源。第二个系统建在西伯利亚，同时覆盖了美国本土和阿拉斯加。
沃罗涅日-DM雷达：雷达的峰值功率达625千瓦，它拥有相控阵雷达、大型计算机组、信号分析处理设备及配套设备仪器，可通过更换相应的设备模块迅速完成日常维修和系统升级，并时刻保持最先进的技术性能。2006年在列寧格勒州列赫圖西村投入試驗性作戰值班，探測距離達6000公里。

#### 澳大利亚

金达利作战雷达网的官方覆盖面

最近增加的一套系统是澳大利亚国防部于1998年开发，2000年完成的金达利作战雷达网。这套系统由澳大利亚皇家空军一号雷达监视部队操作。它是一个使用了OTH-B（超视距后向散射雷达）的多元静态雷达（多接收器）系统，使它兼具远程探测和反隐形的能力。官方的距离是3,000（1,900英里），但在1997年的原型就可以探测远在5,500（3,400英里）由中国发射的导弹。
由于改进了电子和信号处理系，相比于美国的OTH-B的1兆瓦功率，金达利功耗仅560千瓦，但却比美国20世纪80年代的系统有更远的侦测距离。

#### 法国
法国在20世纪90年代也开发出了名叫诺斯特拉德马斯的OTH雷达。2005年开始于法国军队服役，但是其仍在开发中。它基于星形的发射接收（单站）天线场，可用于探测360°，超过一千米高的飞机。使用的频率范围是6-30MHz。

#### 中国
据报道，一些OTH-B和其他OTH-SW（面波）雷达在中国已经在运作。关于这些系统，官方透露出细节甚少。然而，这些雷达的传播导致对其他国际授权用户干涉较多。
最早呼籲中國要研究超視距雷達的專家是錢學森，但是直到包養浩、焦培南在1982年時研製出中國第一部「脉沖体制天波超視距試驗雷達」（112-1雷达），成功地在強杂波中檢測到900–1500km的民航机，因此獲得1985年國家科技進步二等獎。經過多年的研究，10年前就傳出解放軍組建「天波旅」，但是一直都未獲證實。2016年元月，加拿大《漢和防務評論》曾指出，中國對天波雷達已進入聯試階段尾聲，並成立了由解放軍總部直接管轄的天波旅。中國第一座天波雷達部署在湖北、河南、安徽三省交界處，探測範圍即可覆蓋整個東南沿海，東到日本東京以南的西太平洋海域，南到菲律賓以東海域。因此，第一座加上位於內蒙的第二座，兩者覆蓋範圍將交集在西太平洋，也就是說，未來東海發生戰爭時，美日可能部署的區域。探測距離超遠的天波雷達，其波長是10至60公尺，恰好是隱形戰機的長度，所以可具備相當反隱形偵測能力。此外經過衛星識別對航母群進行持續跟蹤，為其它偵察手段進行再次定位提供引導。

## 替代OTH的方法
另一个常见的超视距雷达，是使用面波（地波）。地波是低于1.6MHz的中波调幅广播和其他更低频的传播方式。沿地面传播距离增加时候，地波信号急速衰减，因而接收的广播站距离也有限制。但是带有高传导性的海水可支持地波传到100公里或以上。这种地波OTH雷达用于监视，操作范围通常在4-20MHz。较低的频率获得更好的传播效果，但是从小物体反射回来的也少，所以要根据被探测目标的类型来决定最适合的频率。
OTH雷达的另一个完全不同的方式是用更低频率的爬波或者电磁面波。爬波是由于衍射而到物体背部的散射（这就是为什么两只耳朵能听到头一侧声音的原因，也是如何完成早期无线电通信和广播的原因）。在雷达方面，尽管处理返回信号相当困难，但是爬波问题所在是围绕地球本身的衍射。这类系统的发展因处理能力快速增长变得可行。这种系统称为OTH-SW，SW表示面波。
第一个OTH-SW系统为苏联部署，用于监测日本海，近期加拿大则使用了新型系统用于海岸监测。澳大利亚同样部署了高频面波雷达。